# وندی دیواین
وندی دیواین (انگلیسی: Wendy Divine؛ زاده ۱۲ نوامبر ۱۹۷۱) بازیگر پورنوگرافی آمریکایی است.